# Truesports
Truesports fue un equipo estadounidense de carreras de automóviles fundado por Jim Trueman que compitió en la CART IndyCar World Series que tuvo su base de operaciones en Hilliard, Ohio. El equipo es bien conocido por haber ganado las 500 Millas de Indianápolis de 1986 y de punta a punta y obtener los títulos de la serie CART IndyCar World Series en las temporada 1986 y 1987]]. El equipo ganó 19 puntos cotizantes con sus propios coches en las carreras Indy.
La palabra "Truesports" proviene del apellido "Trueman" y la palabra "Sports", o tal vez de la palabra "Motorsports". El jefe del equipo fue Steve Horne, el mismo hombre que más tarde se crearía su propio equipo de la serie CART, el Tasman Motorsports.

## Historia
Jim Trueman empezó a competir en autos deportivos en 1962. En la década de 1970, Trueman se reunió con Bobby Rahal, y entraron a competir en la Serie CanAm. Después de varias temporadas en CanAm, Trueman y Rahal comenzaron a mirar hacia la entonces nueva serie CART IndyCar World Series serie y las 500 millas de Indianápolis.

### Primeras temporadas en la CART IndyCar World Series
En 1981, Trueman patrocinó el coche del piloto-propietario Vern Schuppan en las 500 Millas de Indianápolis de 1981, Dicho coche llegó 3° en la carrera. A partir de 1982, el equipo de la CART IndyCar World Series Truesports fue fundado con Bobby Rahal siendo su piloto principal. Rahal ganó su primera carrera a mitad de temporada al triunfar en el Gran Premio de Cleveland. Le siguió otra victoria en Míchigan, un 2° puesto final sería obtenido al final de la temporada, y se llevó el título de novato de la serie CART en el mismo año. Entre 1983 y 1984, Truesports continuó teniendo éxito con su valioso piloto Bobby Rahal detrás del volante. Ellos ganaron tres carreras más, y finalizó en el 7° puesto en las 500 Millas de Indianápolis de 1984]].
En 1985, Truesports había asegurado el patrocinio de Budweiser. Rahal se clasificó en la primera fila de las 500 millas de Indianapolis, pero al inicio de la competencia, los problemas mecánicos le hicieron retirarse tempranamente.

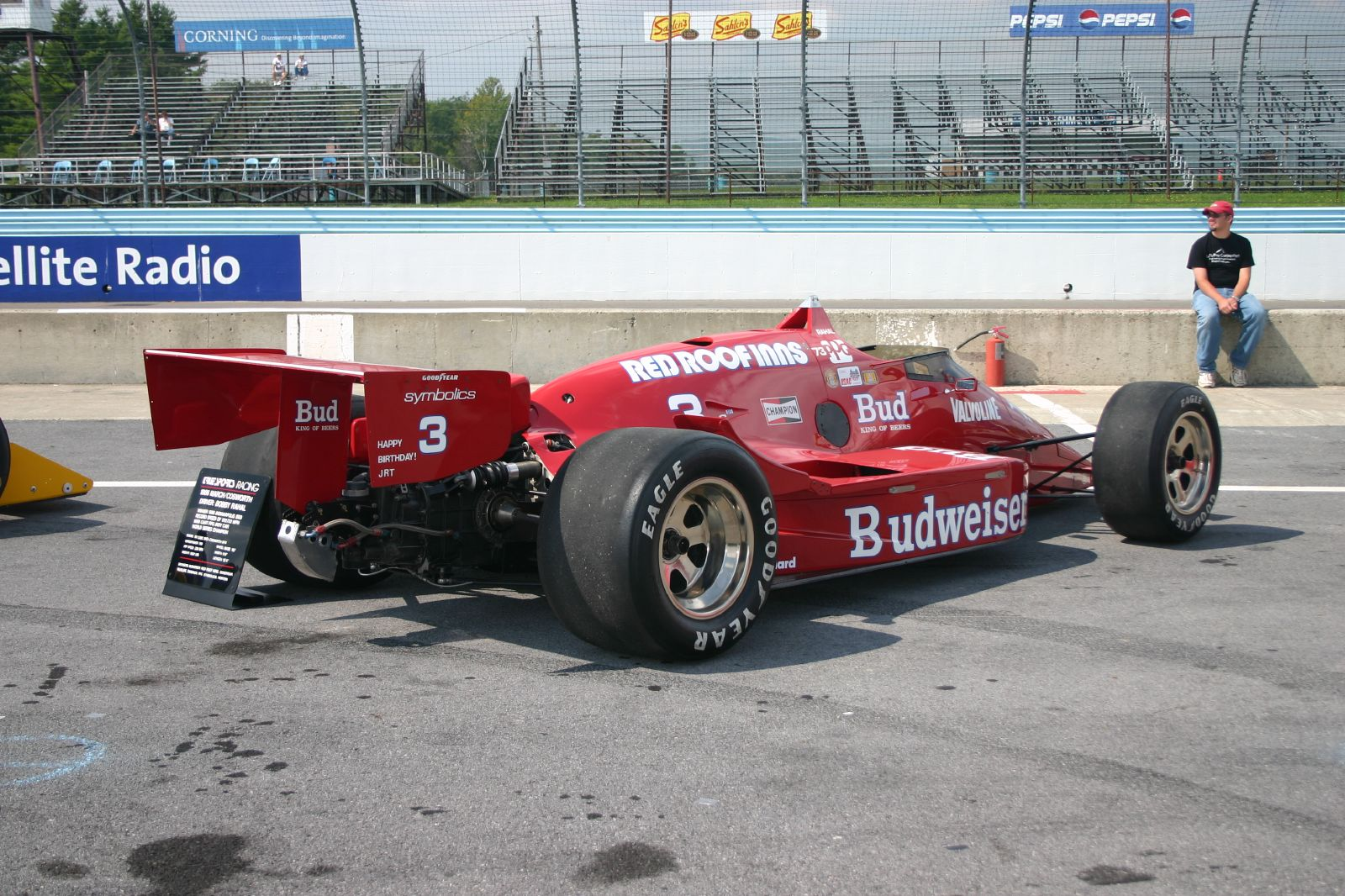
Coche ganador de Bobby Rahal con el que ganó la Indy 500 de 1986 con Truesports.

Paralelamente a su esfuerzo primario en la serie CART, Truesports se aventuró en las carreras del Campeonato IMSA GT en varias ocasiones a mediados de la década de los años 1980. En 1982, Trueman y Rahal terminaron en 2° lugar en las 12 Horas de Sebring. El dúo también se unieron para competir en los 24 Horas de Le Mans de 1982 con la asociación de Garretson Developments, la misma con la que Rahal ganó en 1981 24 Horas de Daytona.

### Las temporadas más Exitosas: La Indy 500 de 1986, y los títulos de la CART IndyCar World Series en 1986 y 1987
Truesports entró 1986 con considerable anticipación. El punto culminante de la temporada fue una victoria en las 500 Millas de Indianápolis de 1986. Después de una batalla de dos años contra el cáncer, el dueño del equipo Jim Trueman sucumbió a la enfermedad 11 días después a la victoria de Indy. El equipo dedicó sus mejorar sus esfuerzos en memoria de Trueman, y Rahal logrando ganar 6 carreras y el campeonato de la serie CART IndyCar World Series de 1986.
Para 1987, Steve Horne y otros miembros de la familia Trueman asumieron día a día las operaciones del equipo. Truesports cambiaron al Chasís Lola, y se quedó con la planta del motor Ford-Cosworth. Varios de los mejores equipos de la serie CART IndyCar World Series, como Penske y Patrick, cambiaron a la planta de motores Chevrolet-Ilmor. Con la esperanza de ganar carreras de punta a punta en la Indy, Rahal logra calificarse en 2° lugar en la parrilla de salida. Su día terminó temprano, aunque por un problema de ignición. Rahal ganó tres carreras durante la temporada, y logró su segundo título consecutivo de la serie CART IndyCar World Series]]]].

#### Incursión en el Campeonato ARS
También en 1987, Truesports ganó el Campeonato ARS con el piloto belga Didier Theys. ARS fue la serie precursora de la Indy Lights.

### Cambios
Para la 1988, Truesports cambió al motor Judd. Fue conocido por ser de poca potencia pero de mucha confianza y a la vez muy competitivo en las carreras de las 500 millas de Indianápolis debido a su alto consumo de combustible. Rahal terminó en 4° lugar en Indianápolis, en 2° lugar en la Michigan 500, y ganó la Pocono 500. La victoria en Pocono, sin embargo, fue la única victoria de la temporada, y Rahal optó por dejar el equipo al final de la temporada. En 1989, firmó para su reemplazo el novato Scott Pruett. Pruett se ganó el título de Novato del año compartido con el piloto mexicano Bernard Jourdain en las 500 Millas de Indianápolis de 1989, y logró un 2° puesto en la carrera de Detroit. Entró a la carrera de Detroit con una fuerte decisión de profesionalismo. Fue uno de los pocos pilotos en la pista familiarizadas con el circuito urbano de Detroit (ya que con anterioridad fue el mismo trazado que la Fórmula 1 había competido en años anteriores), y porque ya la había competido al ganar la competencia de la Trans-Am, la SCCA Trans-Am Motor City 100 (una carrera de patrocinio al gran premio de Fórmula 1) en 1987.
En marzo de 1990, Pruett se accidentó gravemente en las pruebas de pretemporada en el circuito de Palm Beach West, Florida, en un circuito callejero del Campeonato IMSA GT. El brasileño Raul Boesel fue su reemplazo para el resto de la temporada. Su mejor resultado fue 6° lugar. Pruett le tocó toda la temporada de 1990 seguir un proceso de rehabilitación física.

### Programa de Chasis
En 1985, Trueman y Rahal viajaron a Italia para reunirse con Enzo Ferrari e hizo una carrera de demostración para ellos con un Chasís March 85C-Cosworth. Más tarde, Ferrari construyó su propio chasis IndyCar, el Ferrari 637, y Truesports aparentemente parecía estar a punto de convertirse en el primer equipo norteamericano para competir con él en la serie americana, y de paso, haber llevado a Ferrari a una eventual carrera en las 500 millas de Indianápolis. El programa de chasis, sin embargo, nunca se materializó, y fue una herramienta de negociación para la participación de la Scuderia Ferrari de Fórmula 1 en el campeonato CART y en las eventuales participaciones en las 500 millas de Indianápolis.
A partir de 1990, Truesports comenzó a explorar un programa de construcción de chasis propio. El chasis All-American Truesports fue programado para ser lanzado en 1991 para la temporada de IndyCar. Don Halliday hizo el diseño principal para el programa. En 1990, el equipo llevó durante toda la temporada los coches con el chasís Lola para ahorrar costes. Cuando Pruett regresó de la lesión en 1991, condujo el coche con el chasís Truesports 91C-Judd a una primera temporada respetable.
En 1992, el chasis siguió siendo desarrollado, y fue profulsado con el motor Chevy Indy A. Pruett, sin embargo, todavía no pudo lograr ganar ninguna carrera.

## Fin del equipo
Aunque nunca se reveló abiertamente en su momento, Truesports produjo una asociación con la Scuderia Ferrari (y que más tarde por diversos motivos financieros y técnicos la posterior cancelación del programa de motores y chasis) y a finales de 1980 tuvieron un efecto duradero en el equipo. Aunque Rahal fue el campeón defensor tanto de la Indy 500 y el título de la serie CART, el equipo no le ofreció un contrato de renovación con el equipo o para el arrendamiento de un chasis y motor para un coche para su propiedad para competir en la temporada 1987, ni para la temporada 1988, en la que también sería proveído de un motor Chevy Indy V8. La falta de un motor competitivo era una razón directa de que Rahal por la que abandonó el equipo. La victoria en 1988 de Rahal en Pocono fue el último triunfo del equipo.
Después de una amarga temporada final de 1992, y con la muerte de Jim Trueman quedándose más allá en el pasado, el equipo Truesports decidió reorganizar sus activos. Los activos del equipo físicos, como la sede, y el programa de chasis fueron absorbidos por el proyecto del nuevo equipo de Bobby Rahal, el futuro Rahal-Hogan Racing. El resto de las empresas familiares de Jim Trueman funcionarían por separado.
En 1993, El equipo Rahal-Hogan Racing trató de continuar el legado de Truesports con el programa de chasis del antiguo equipo Truesports. Fue rebautizado el chasis R/H, y rápidamente obtuvo un 2° lugar en Long Beach. El éxito fue de corta duración, ya sin embargo, el chasis resultó muy poco competitivo en los superspeedways. El equipo sufrió un duro golpe cuando Rahal pudo clasificarse en Indianápolis un mes después. A la semana siguiente cambiaron a los más convencionales chasis Lola, mientras que el piloto del equipo Mike Groff intentó salvar una temporada sin la utilización del chasís R/H. A finales de año, el proyecto del chasis R/H fue abandonado de forma permanente.

## Pilotos Notables

### En CART IndyCar World Series
- Bobby Rahal (1982-1988)[5][6]
- Scott Pruett (1989, 1991-1992)
- Raul Boesel (1990)
- Geoff Brabham (1991)

### Indy Lights
- Didier Theys
- Colin Trueman
- Steve Millen